# Oedicephalus striatus
Oedicephalus striatus är en stekelart som först beskrevs av Brulle 1846.  Oedicephalus striatus ingår i släktet Oedicephalus och familjen brokparasitsteklar. Inga underarter finns listade i Catalogue of Life.